# Macuco
Macuco is een gemeente in de Braziliaanse deelstaat Rio de Janeiro. De gemeente telt 5.626 inwoners (schatting 2009).

## Aangrenzende gemeenten
De gemeente grenst aan Cantagalo, Cordeiro, São Sebastião do Alto en Trajano de Moraes.

## Verkeer en vervoer
De plaats ligt aan de wegen BR-492, RJ-116 en RJ-172.